# Gustav Strube
Gustav Strube (* 3. März 1867 in Ballenstedt; † 2. Februar 1953 in Baltimore, Maryland) war ein US-amerikanischer Komponist und Dirigent deutscher Herkunft.

## Leben
Strube studierte am Konservatorium von Leipzig bei Adolph Brodsky. Von 1891 bis 1913 war er Erster Violinist beim Boston Symphony Orchestra und Dirigent der Musikfeste von Worester/Colorado. Ab 1913 war er Violinlehrer am Konservatorium von Baltimore, das er zwischen 1916 und 1946 auch leitete und außerdem von der Gründung 1916 bis 1930 Leiter des Baltimore Symphony Orchestra.
Er komponierte zwei Opern, zwei Sinfonien, zwei sinfonische Dichtungen (Sehnsucht und Harzgebirge), drei Ouvertüren, eine Orchesterrhapsodie, zwei Violinkonzerte, zwei Streichquartette, ein Bläserquintett und ein Klaviertrio.